# Aegomorphus carinicollis
Aegomorphus carinicollis es una especie de escarabajo longicornio del género Aegomorphus,  subfamilia Lamiinae. Fue descrita científicamente por Bates en 1880.
Se distribuye por América del Sur, en Brasil. Mide 10,6-12,7 milímetros de longitud.